# Лопес Кинтана, Педро
Педро Лопес Кинтана (исп. Pedro López Quintana; род. 27 июля 1953, Барбастро, Испания) — испанский прелат и ватиканский дипломат. Титулярный архиепископ Акрополи с 12 декабря 2002. Апостольский нунций в Индии и Непале с 8 февраля 2003 по 10 декабря 2009. Апостольский нунций в Канаде с 10 декабря 2009 по 28 сентября 2013. Апостольский нунций в Литве с 8 марта 2014 по 4 марта 2019. Апостольский нунций в Латвии и Эстонии с 22 марта 2014 по 4 марта 2019. Апостольский нунций в Австрии с 4 марта 2019.